# West Tawakoni (Teksas)
West Tawakoni je grad u američkoj saveznoj državi Teksas. Prema popisu stanovništva iz 2010. u njemu je živjelo 1.576 stanovnika.